# تشابه كافي

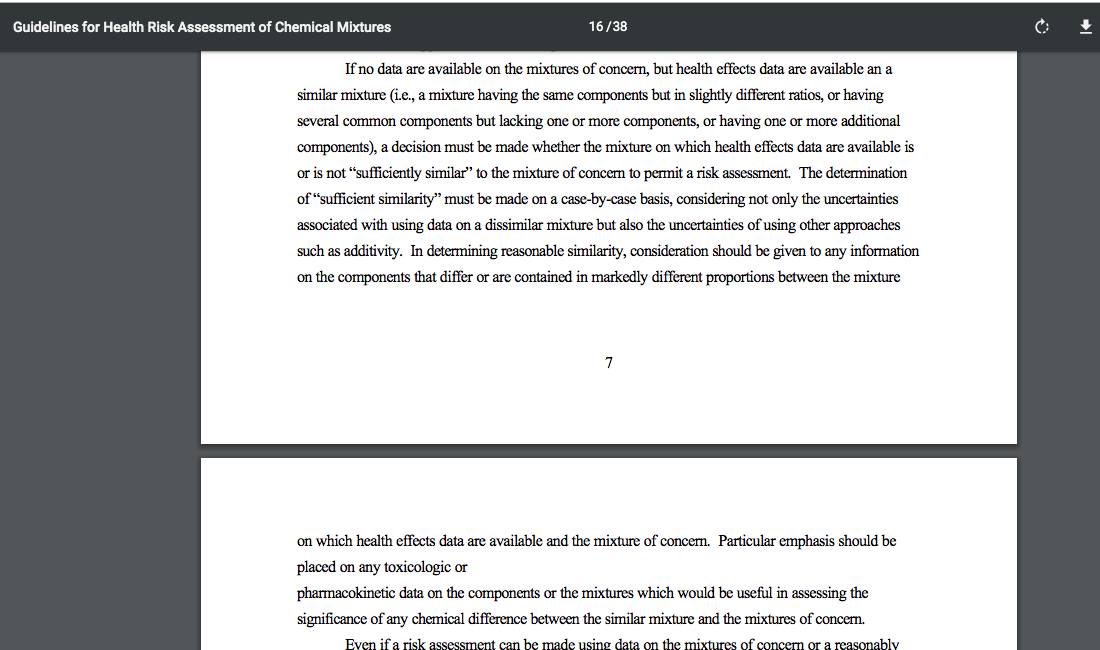
جزء من مبدأ «التشابه الكافي»، من المبادئ التوجيهية لوكالة حماية البيئة لتقييم المخاطر الصحية للمخاليط الكيميائية.

التشابه الكافي هو مفهوم شبه قانوني في القرن العشرين يستخدم في الصناعة الكيميائية للدراسات السمية. تم استخدام المصطلح لأول مرة بمعنى مقيد لتقييم تأجير المخاليط الكيميائية من قبل وكالة حماية البيئة، وانحدر من هناك إلى الأرغوت العلمي.
هذا المفهوم غامض إلى حد ما، والإحصاءات متورطة. طرحت مجموعة من الباحثين الأمريكيين في عام 2018 على أنفسهم السؤال عن مدى تشابه المنتج من أجل تمثيله جيدًا من خلال العينة المرجعية المختبرة ؟ نظرًا لأن المفهوم مشتق من وكالة حماية البيئة، فإن التشابه الكيميائي والتشابه البيولوجي متساويان في الأهمية. يتم استخدام المفهوم «بحيث يمكن تطبيق بيانات السلامة من المرجع المختبر على المواد غير المختبرة»، لأنه «عندما لا تكون بيانات السمية متاحة لمزيج كيميائي مثير للقلق، فإن المبادئ التوجيهية لوكالة حماية البيئة الأمريكية تسمح بتقييم المخاطر على أساس بيانات لمخلوط بديل يعتبر» متشابهًا بدرجة كافية «من حيث التركيب الكيميائي ونسب المكونات».